# Juana Galán
Juana Galán, surnommée La Galana, née en 1787, est une guérillera espagnole. Elle descend dans la rue pour combattre la cavalerie de l'Empire français, qui tente de traverser la ville de Valdepeñas. Âgée de vingt ans, elle est considérée comme étant la femme la mieux informée du village, du fait qu'elle travaille en un lieu stratégique, c'est-à-dire, la première taverne du village. Le 6 juin 1808, durant le soulèvement de Valdepeñas, contre les troupes de Napoléon Ier, il n'y a pas suffisamment d'hommes pour défendre le village : elle encourage donc les femmes à se battre. Bien que La Galana soit habituellement représentée armée d'un bâton, une version affirme qu'elle brisait les têtes des soldats avec sa lourde poêle en fonte. Les autres femmes déversaient de l'eau chaude ou de l'huile bouillante du haut de leurs fenêtres. Cette bataille conduit, en partie, l'armée française à abandonner La Manche, permettant une victoire décisive pour les espagnols, lors de la bataille de Bailén. Valdepeñas est reconnue et titrée de ville « Très héroïque ».
Juana Galán se marie le 2 mai 1810 avec Bartolomé Ruiz de Lerma, avec qui elle a deux filles. Elle meurt le 24 septembre 1812, lors de la naissance de sa deuxième fille, le jour même où La Manche est libérée des troupes de Napoléon. Elle est considérée comme une héroïne en Espagne.

## Source de la traduction
- (en) Cet article est partiellement ou en totalité issu de l’article de Wikipédia en anglais intitulé « Juana Galán » (voir la liste des auteurs).